# 吴双艺
吴双艺（1927年2月28日—2017年1月15日），男，浙江宁波人，中国滑稽戏演员，上海滑稽剧团一级演员。

## 生平
1928年2月28日出生在上海，1942年肄业于中法学堂（现上海市光明中学），1948年拜姚慕双、周柏春为师，1950年入蜜蜂滑稽剧团、从事滑稽艺术工作长达五十余年。被尊为上海滑稽“双字辈”中的“大师兄”。
2017年1月15日在上海仁济医院病逝，享年90岁。

## 作品
主演的滑稽戏代表作有《滑稽春秋》、《新七十二家房客》、《满园春色》等。